# Noli me tangere (film)
Pour les articles homonymes, voir Noli me tangere (homonymie).
Pour plus de détails, voir Fiche technique et Distribution.
Noli me tangere est un film français réalisé par François-Xavier Vives et sorti en 2004.

## Fiche technique
- Titre : Noli me tangere
- Réalisation : François-Xavier Vives
- Scénario : François-Xavier Vives et Emmanuel Roy
- Photographie : Emmanuel Roy
- Costumes : Marie-Laure Pinsard
- Décors : Christophe Sartori et Bertrand Dufour
- Montage : Alexandre Besson et François-Xavier Vives
- Musique : Franck Le Bon
- Son : Julien Chaumat
- Société de production : Sésame Films
- Pays de production :  France
- Lieu de tournage : Auch
- Durée : 35 minutes
- Date de sortie : France - 12 juin 2004[1]

## Distribution
- Maurice Garrel
- Jérome Robart
- Magaly Godenaire
- Pierre Maguelon

## Sélections
- Festival Côté court de Pantin 2004[2]
- Festival de cinéma Indépendance(s) et Création d'Auch 2004[3]